# NGC 1176
NGC 1176 je zvijezda u zviježđu Perzeju. 

## Vanjske poveznice
- SEDS: NGC 1176